# Madeleine Scott
Madeleine Scott (nacida el 11 de febrero de 1993) es una nadadora paralímpica australiana que ha ganado medallas de plata en los Campeonatos Mundiales de Natación del IPC de 2015, los Juegos de la Mancomunidad de 2014 y los Juegos Paralímpicos de Río de Janeiro 2016.

## Vida personal
Scott nació el 11 de febrero de 1993 en Perth, Australia Occidental. Tiene parálisis de Erb-Duchenne. En 2016, estudiaba para ser enfermera dental.

## Carrera deportiva
Scott comenzó a nadar a la edad de 13 años para el club South Lake Dolphins en Perth. En 2010, rompió el récord mundial de mariposa S9 50 m, superando el récord mundial por tres décimas de segundo, en un tiempo de 32,26. Experimentó el éxito en los Juegos de la Mancomunidad de 2014, logrando la plata en la clasificación de 100 m de la SB9. Scott también terminó cuarta en los 200 metros individuales en la clasificación SM.10. Scott rompió el récord mundial de mariposa de 50 metros de S9, superando el récord mundial por tres décimas de segundo tocando en un tiempo de 32,26.
En los Campeonatos Mundiales de Natación IPC de 2015 en Glasgow, Escocia, ganó una medalla de plata en los 4 × 100 m medley relevos 34 puntos, terminó cuarta en los 100 m de braza SB9 y sexta en los 100 m mariposa S9 y 200 m medley individual SM9.

En los Juegos Paralímpicos de Río de Janeiro 2016, Scott ganó su primera medalla de plata paralímpica en el relevo de 4 x 100 metros femeninos (34 puntos) junto con Ellie Cole, Maddison Elliott y Lakeisha Patterson. También compitió en los siguientes eventos pero no llegó a la final: 100 m mariposa S9 , 100 m braza SB9 , 200 m medley individual SM9 femeninos.
En 2015, se entrenó en el Instituto Australiano de Deportes con el entrenador principal Yuriy Vdovychenko.

## Reconocimiento
- 2009 - Deportes en Silla de Ruedas Atleta Júnior del Año, de Australia Occidental.[7]